# István Szerdahelyi
István Szerdahelyi (* 20. August 1924 in Avasfelsőfalu (heute Negrești-Oaș im Kreis Satu Mare, Rumänien); † 21. August 1987 in Budapest) war ein ungarischer Slawist, Lexikograf, Interlinguist, Esperantist und Esperantologe. Er begründete 1966 den Fachbereich Esperanto, Sprache und Literatur an der Eötvös Loránd Universität in Budapest und leitete ihn bis zu seinem Tod. Szerdahelyi verfasste in den 1960er Jahren gängige ungarische Russisch-Lehrbücher sowie Esperanto-Lehr- und Wörterbücher. Er zählt zu den bedeutenden Interlinguisten und Esperantologen.

## Leben
Szerdahelyi war der Sohn von István Szerdahelyi (geb. 1897) und Ilona Szerdahelyi (geb. 1898). Er wuchs als Kind mehrsprachig mit Ungarisch und Rumänisch auf und lernte auf dem Gymnasium Französisch und die klassischen Sprachen.
1942 machte er sein Abitur. 1944 beendete er die Militärakademie in Kolozsvár (heute Cluj-Napoca, Rumänien) als Leutnant. An der Universität von Kolozsvár (heute Babeș-Bolyai-Universität Cluj) begann er ein Jurastudium, konnte es wegen des Krieges aber nicht beenden. Er geriet in sowjetische Kriegsgefangenschaft (1945–1947) und lernte in dieser Zeit Russisch.
Szerdahelyi setzte sein Studium an der Peter-Pázmány-Universität (1950 umbenannt in Eötvös-Loránd-Universität – ELTE) in Budapest fort und absolvierte von 1947 bis 1949 einen Kurs für Diplomatie und Außenpolitik am Ungarischen Institut für Außenbeziehungen. Er erhielt 1950 das Jura-Diplom von der Fakultät für Rechts- und Staatswissenschaften und 1953 das Diplom für Russische Sprache und Literatur von der Philologischen Fakultät der ELTE. Im selben Jahr wurde er Doktor für Rechts- und Politische Wissenschaften.
Szerdahelyi unterrichtete dann von 1954 bis 1957 Russisch in der Grundschule von Kisbér. Er veröffentlichte Russisch-Lehrbücher und Fachliteratur zum Russischunterricht.
Wegen der Teilnahme am Volksaufstand 1956 wurde er inhaftiert (1957–1958) und durfte bis zur Amnestie 1963 nicht in seinem Beruf arbeiten. Er war auf Gelegenheitsarbeiten angewiesen.
Danach unterrichtete er wieder Russisch in einigen Budapester Schulen, erhielt 1967 sogar eine Studienreise in die Sowjetunion.
Esperanto hatte er schon 1949 erlernt. Er unterrichtete es bald und wurde Mitglied des Ungarischen Esperanto-Bundes (HEA – Hungaria Esperanto-Asocio) und 1961 des Unterrichtskomitees von HEA. Er ist einer der Verfasser des Gvidlibro por la Supera Ekzameno (Leitfaden für die Höhere Prüfung), in dem grundlegendes Wissen auch zur Esperanto-Geschichte und -Literatur vermittelt wird.
Szerdahelyi initiierte das dreigliedrige Prüfungssystem von HEA und war 1965 Gründer und Leiter der Esperantologischen Fachkommission des Bundes.
Ab 1963 war Esperanto Wahlfach in ungarischen Schulen. Szerdahelyi konzentrierte sich nun auf die Ausbildung hochqualifizierter Esperanto-Lehrer.
Mit Unterstützung des Sprachwissenschaftlers Géza Bárczi installierte er 1966 an der Eötvös-Loránd-Universität den Fachbereich Esperanto, Sprache und Literatur am Lehrstuhl für Allgemeine und Angewandte Linguistik an der Philologischen Fakultät der Universität und leitete ihn fortan.
Er erstellte die komplexen Lehrpläne und Studienmaterialien, auf deren Grundlage die Ausbildung der Studenten erfolgte. Sie erhielten bei erfolgreichem Abschluss das Universitäts-Diplom. Zu den mehr als 100 Absolventen in seiner Amtszeit gehörten Ilona Koutny und Alicja Sakaguchi.
Er organisierte 1978 eine Internationale Interlingvistik-Konferenz in der ELTE und veröffentlichte 1980 die Konferenz-Materialien. 1983 leitete er die Esperantologische Konferenz während des 63. Esperanto-Weltkongresses in Budapest.
Von 1985 bis 1987 war er Präsident des Internationalen Verbands der Esperanto-Lehrer (ILEI).
Er war Mitglied der Gesellschaft für Angewandte Sprachwissenschaft, des Internationalen KybernetischenVerbands, der Internationalen Gesellschaft für Funktionale Sprachwissenschaft, der Modernen Philologischen Gesellschaft, der Ungarischen Sprachwissenschaftlichen Gesellschaft und der Internationalen Akademie von San Marino (AIS).

## Familie
Szerdahelyi war seit 1955 mit der Lehrerin Éva Horváth verheiratet und hatte mit ihr zwei Söhne – Balázs (* 1957) und István (* 1959).

## Ehrungen

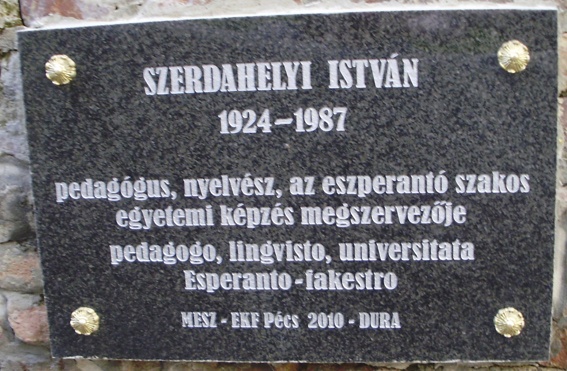
Gedenktafel im Esperanto-Park in Pécs

- 1967: Medaille der Ungarisch-Sowjetischen Freundschaftsgesellschaft
- 1980: Erinnerungsmedaille „Pro Esperanto“ von HEA
- 1983: Ehrenmitglied von UEA
- 1984: Ehrenzeichen „Für herausragende Arbeit“ des Ministerrates von Ungarn
- postum 1991: Erinnerungsmedaille für die Teilnahme am Aufstand von 1956
- 2010: Gedenktafel im Esperanto-Park von Pécs
- Gedenk-Konferenz des Lehrstuhls für Angewandte Sprachwissenschaft und Phonetik der Budapester Eötvös-Loránd-Universität und der Interlinguistik-Studien der Poznaner Universität Adam Mickiewicz am 18. Oktober 2024 in Budapest anlässlich seines 100. Geburtstages[3]

## Werke

### Lehrbücher
- Eszperantó 1 Eszperantó nyelvkönyv - 10-14 éves korúak számára, Lehrbuch-Verlag, Budapest 1966.
- Esperanto 2 Lingvo Internacia - Daŭriga kurso - Esperanto-lernolibro por 0-14-jaraj, Lehrbuch-Verlag, Budapest 1968
- Esperanto 1 Internacia lernolibro por la lerneja junularo, Lehrbuch-Verlag, Budapest 1979
- Metodologio de lingvostudado kaj parolaproprigo. Universitata lernolibro, Budapest 1981.

### Schriften
- Lingvistiko : Enkonduko en la Esperantologion : Skizo / lau la prelegoj de István Szerdahelyi kompilis György Ferencz. Budapest, 1967.
- Bábeltöl a világnyelvig (Von Babel bis zur Weltsprache), Gondolat, Budapest, 1977.
- Elektitaj artikoloj. Interlingvistikaj studoj. Elektis, prilaboris kaj enkondukis Ilona Koutny. Universitato Adam Mickiewicz, Poznań 2024

### Redakteur
- Esperantologiaj Kajeroj 1. Budapest, 1976
- Miscellanea Interlinguistica. Interllingvistika Antologio. Eötvös Loránd Tudomángyetem, Tankönyvkiadó, Budapest, 1980.

### Mitarbeit
- Alfonso Pechan: Gvidlibro por Supera Ekzameno. Hungara Esperanto-Asocio, Budapest 1979, 2. Auflage.
- Magyar - eszperantó kéziszótár = Hungara - esperanta meza vortaro / Szerdahelyi István, Koutny Ilona; területszerk. Haszpra Ottó, Wacha Balázs. Budapest: Magyarországi Eszperantó Szövetség, 1996. 835 p. ISBN 963-571-459-9 (posztumusz kiad.)[1]

### Videos
- Interlingvistiko (Video 1983)
- Aktualaj problemoj de interlingvistiko kaj esperantologio (4 Kassetten 1987)

## Über István Szerdahelyi
„Er blieb ein charmanter und amüsanter Gesprächspartner, der Menschen anzog, und ein Vollblutpädagoge, der Interesse am Studienmaterial wecken konnte, und für seine Studenten sorgte, Aufgaben fand, die ihrer Neigung entsprachen, und ihnen bei der Realisierung half – solch ein Verhalten ist selten in den Universitäten. Er war ein ‚wirklicher Pädagoge, der es vermochte, Lebenserfahrungen weiterzugeben, seinen Optimismus, Arbeitseifer, die Wertschätzung der Wissenschaft…‘ (wie Zsuzsa Varga-Haszonits im Erinnerungsbuch schrieb). Wir, die Studentinnen und Studenten schätzten ihn sehr. Meine Generation nannte ihn, wenn sie unter sich war, Väterchen.“

„Ich traf ihn zum ersten Mal beim Inerlinguistik-Symposium in Ahrenshoop 1978, und er lud mich zur Internationalen Konferenz im darauffolgenden Jahr in der Wissenschaftlichen Universität Loránd Eötvös (ELTE) ein, wo ich die berühmten ‚westlichen‘ Interlinguisten wie Pennacchietti, Minnaja, Back, Corsetti, Reiersöl und andere kennenlernte. Also führte mich Szerdahelyi in die große fachliche Welt (nach Rokicki und SIS‘ in Polen und nach den DDR-Seminaren von Blanke) ein, die ich bis heute schätze.“